# Geay, Charente-Maritime
Geay là một xã trong tỉnh Charente-Maritime trong vùng Nouvelle-Aquitaine, tây nam nước Pháp. Xã Geay, Charente-Maritime nằm ở khu vực có độ cao trung bình mét trên mực nước biển.